# NGC 479
NGC 479 ist eine Balken-Spiralgalaxie vom Hubble-Typ SBbc im Sternbild Fische auf der Ekliptik. Sie ist rund 237 Millionen Lichtjahre entfernt und hat einen Durchmesser von etwa 75.000 Lichtjahren.
Im selben Himmelsareal befindet sich u. a. die Galaxie NGC 446, NGC 467, NGC 470, NGC 520.
Das Objekt wurde am 27. Oktober 1864 von dem deutschen Astronomen Albert Marth entdeckt.